# Auxilium Pallacanestro Torino 2016-2017
Questa voce raccoglie le informazioni riguardanti la Auxilium Pallacanestro Torino nelle competizioni ufficiali della stagione 2016-2017.

## Stagione
L'Auxilium Pallacanestro Torino nel 2016-2017, con il title sponsor FIAT, gioca per la diciassettesima volta nella massima categoria del basket italiano.
Per la composizione del roster si decise di tornare alla formula con 5 giocatori stranieri senza vincoli.

### Sponsor
Title sponsor: FIAT
Sponsor tecnico: Spalding

## Organigramma

### Staff tecnico
- Allenatore:  Francesco Vitucci
- Vice Allenatore:  Stefano Comazzi
- Aiuto Allenatore:  Michele Siragusa
- Preparatore Atletico:  Luigi Talamanca
- Aiuto Preparatore Fisico:  Simone Delli Guanti

### Staff dirigenziale e medico
- Presidente: Antonio Forni
- Amministratore Delegato: Massimo Feira
- Amministratore Delegato: Maurizio Actis
- Direttore generale: Renato Nicolai
- Responsabile area tecnica: Marco Atripaldi
- Team Manager: Marco De Benedetto
- Amministratori: Antonio Forni, Massimo Feira, Maurizio Actis, Paolo Umberto Marone, Andrea Guidoni e Bartolo Casalis
- Resp. Marketing: Silvia Carrera
- Resp. Commerciale: Marco Monacelli
- Resp. Comunicazione: Marco Portinaro
- Ufficio Stampa: Roberto Bertellino
- Resp. Segreteria: Ketty Lo Bello

- Medico: Roberto Carlin
- Fisioterapista: Andrea Facchinello
- Osteopata: Christian Calzolari
- Aiuto Fisioterapista: Valerio Frola

## Roster
Aggiornato al 30 Settembre 2016.
| Fiat Torino 2016-17 | Fiat Torino 2016-17 |
| Giocatori           | Staff tecnico       |
| ------------------- | ------------------- |

| N. | Naz.                                                | Ruolo | Nome               | Anno | Alt.   | Peso   |  |
| -- | --------------------------------------------------- | ----- | ------------------ | ---- | ------ | ------ |  |
| 0  | Stati Uniti (bandiera)                              | AG    | Jamil Wilson       | 1990 | 201 cm | 104 kg |  |
| 1  | Stati Uniti (bandiera)                              | G     | Tyler Harvey       | 1993 | 193 cm | 84 kg  |  |
| 2  | Stati Uniti (bandiera)                              | P     | Chris Wright       | 1989 | 185 cm | 95 kg  |  |
| 3  | Stati Uniti (bandiera)                              | AC    | D.J. White         | 1986 | 206 cm | 114 kg |  |
| 4  | Italia (bandiera)                                   | P     | Davide Parente     | 1983 | 188 cm | 85 kg  |  |
| 5  | Italia (bandiera) · Bosnia ed Erzegovina (bandiera) | GA    | Mirza Alibegović   | 1992 | 197 cm | 85 kg  |  |
| 8  | Italia (bandiera)                                   | P     | Giuseppe Poeta (C) | 1985 | 191 cm | 78 kg  |  |
| 14 | Italia (bandiera)                                   | C     | Gino Cuccarolo     | 1987 | 222 cm | 128 kg |  |
| 15 | Stati Uniti (bandiera)                              | C     | Ryan Hollins       | 1984 | 213 cm | 104 kg |  |
| 17 | Stati Uniti (bandiera)                              | AP    | Deron Washington   | 1985 | 203 cm | 95 kg  |  |
| 18 | Italia (bandiera)                                   | A     | David Okeke        | 1998 | 202 cm | 90 kg  |  |
| 20 | Senegal (bandiera) · Italia (bandiera)              | AC    | Abdel Fall         | 1991 | 202 cm | 94 kg  |  |
| 21 | Italia (bandiera)                                   | C     | Valerio Mazzola    | 1988 | 205 cm | 96 kg  |  |
| 23 | Italia (bandiera)                                   | P     | Donato Vitale      | 1998 | 188 cm | 78 kg  |  |
| 33 | Italia (bandiera)                                   | C     | Riccardo Crespi    | 1997 | 208 cm | 112 kg |  |

| Allenatore                                                                                       |
| - Francesco Vitucci                                                                              |
| Assistente/i                                                                                     |
| - Stefano Comazzi - Michele Siragusa Legenda - (C) Capitano - (IN) Inattivo - Infortunato Roster |

## Mercato

### Sessione estiva
| Acquisti | Acquisti         | Acquisti                     | Acquisti   | Acquisti |
| R.       | Nome             | da                           | Modalità   |          |
| -------- | ---------------- | ---------------------------- | ---------- | -------- |
| C        | Valerio Mazzola  | Virtus Bologna               | definitivo |          |
| P        | Chris Wright     | Pall. Varese                 | definitivo |          |
| AP       | Deron Washington | Corona Cremona               | definitivo |          |
| P        | Davide Parente   | Sebastiani Basket Club Rieti | definitivo |          |
| AG       | Jamil Wilson     | Cang. de Santurce            | definitivo |          |
| GA       | Mirza Alibegović | Brescia                      | definitivo |          |
| G        | Tyler Harvey     | Erie BayHawks                | definitivo |          |
| P        | Giuseppe Poeta   | Aquila Trento                | definitivo |          |
| AC       | Abdel Fall       | Junior Casale                | definitivo |          |
| A        | David Okeke      | Oleggio Basket               | definitivo |          |

| Cessioni | Cessioni           | Cessioni          | Cessioni       | Cessioni |
| R.       | Nome               | a                 | Modalità       |          |
| -------- | ------------------ | ----------------- | -------------- | -------- |
| P        | Jerome Dyson       | H. Gerusalemme    | fine contratto |          |
| C        | Tommaso Fantoni    | Scafati Basket    | fine contratto |          |
| AP       | Guido Rosselli     | Virtus Bologna    | fine contratto |          |
| AP       | Christian Eyenga   | Pall. Varese      | fine contratto |          |
| AC       | Ndudi Ebi          | Al Manama         | fine contratto |          |
| PG       | Jacopo Giachetti   | Mantova           | fine contratto |          |
| G        | Chris Goulding     | Melbourne United  | fine contratto |          |
| P        | Charlon Kloof      | MZT Skopje        | fine contratto |          |
| AG       | Stefano Mancinelli | Fortitudo Bologna | fine contratto |          |
| PG       | Bruno Mascolo      | Latina Basket     | prestito       |          |

### Dopo l'inizio della stagione
| Acquisti | Acquisti       | Acquisti            | Acquisti        | Acquisti      |
| R.       | Nome           | da                  | Data            | Modalità      |
| -------- | -------------- | ------------------- | --------------- | ------------- |
| P        | Bruno Mascolo  | Latina Basket       |                 | fine prestito |
| C        | Gino Cuccarolo | Amici Pall. Udinese | 3 febbraio 2017 | definitivo    |
| C        | Ryan Hollins   | Free agent          | 18 marzo 2017   | definitivo    |

| Cessioni | Cessioni      | Cessioni            | Cessioni        | Cessioni                |
| R.       | Nome          | a                   | Data            | Modalità                |
| -------- | ------------- | ------------------- | --------------- | ----------------------- |
| P        | Bruno Mascolo | Mens Sana Siena     |                 | prestito                |
| AC       | Abdel Fall    | Amici Pall. Udinese | 3 febbraio 2017 | risoluzione consensuale |

## Statistiche
Aggiornate al termine della stagione 2016/17.

### Statistiche di squadra
| Competizione | Punti | In casa | In casa | In casa | In casa | In casa | In trasferta | In trasferta | In trasferta | In trasferta | In trasferta | Totale | Totale | Totale | Totale | Totale | Totale |
| Competizione | Punti | G       | V       | P       | Ptf     | Pts     | G            | V            | P            | Ptf          | Pts          | G      | V      | P      | Ptf    | Pts    | Diff.  |
| ------------ | ----- | ------- | ------- | ------- | ------- | ------- | ------------ | ------------ | ------------ | ------------ | ------------ | ------ | ------ | ------ | ------ | ------ | ------ |
| Serie A      | 26    | 15      | 9       | 6       | 1293    | 1255    | 15           | 4            | 11           | 1162         | 1296         | 30     | 13     | 17     | 2455   | 2551   | -96    |
| Totale       | 26    | 15      | 9       | 6       | 1293    | 1255    | 15           | 4            | 11           | 1162         | 1296         | 30     | 13     | 17     | 2455   | 2551   | -96    |

### Statistiche dei giocatori

#### In campionato
| Nome             | G  | Pun | Min | Falli | Falli | Tiri da 2 | Tiri da 2 | Tiri da 2 | Tiri da 3 | Tiri da 3 | Tiri da 3 | Tiri Liberi | Tiri Liberi | Tiri Liberi | Rimbalzi | Rimbalzi | Rimbalzi | Stop | Stop | Palle | Palle | Ass | Val | OER   | +/- |
| Nome             | G  | Pun | Min | C     | S     | R         | T         | %         | R         | T         | %         | R           | T           | %           | O        | D        | T        | D    | S    | P     | R     | Ass | Val | OER   | +/- |
| ---------------- | -- | --- | --- | ----- | ----- | --------- | --------- | --------- | --------- | --------- | --------- | ----------- | ----------- | ----------- | -------- | -------- | -------- | ---- | ---- | ----- | ----- | --- | --- | ----- | --- |
| Jamil Wilson     | 30 | 387 | 895 | 80    | 81    | 84        | 160       | 52.2      | 49        | 123       | 39.8      | 72          | 89          | 80.9        | 35       | 142      | 177      | 20   | 3    | 68    | 21    | 41  | 409 | 0.926 | -69 |
| D.J. White       | 26 | 404 | 822 | 63    | 108   | 148       | 259       | 57.1      | 12        | 33        | 36.4      | 72          | 97          | 74.2        | 48       | 159      | 207      | 18   | 10   | 49    | 16    | 35  | 509 | 1.011 | -46 |
| Abdel Fall       | 7  | 0   | 17  | 4     | 1     | 0         | 4         | 0.0       | 0         | 0         | 0.0       | 0           | 0           | 0.0         | 0        | 0        | 0        | 0    | 0    | 0     | 0     | 0   | -7  | 0.000 | -17 |
| Tyler Harvey     | 23 | 328 | 777 | 53    | 56    | 46        | 125       | 36.8      | 62        | 169       | 36.7      | 50          | 61          | 82.0        | 12       | 49       | 61       | 0    | 12   | 42    | 30    | 52  | 223 | 0.840 | -18 |
| Deron Washington | 23 | 304 | 740 | 77    | 113   | 82        | 173       | 47.4      | 17        | 52        | 32.7      | 89          | 116         | 76.7        | 56       | 141      | 197      | 12   | 9    | 74    | 31    | 52  | 396 | 0.869 | -60 |
| Chris Wright     | 22 | 241 | 636 | 39    | 63    | 66        | 151       | 43.7      | 21        | 59        | 35.6      | 46          | 58          | 79.3        | 12       | 64       | 76       | 0    | 13   | 60    | 29    | 121 | 283 | 0.736 | -92 |
| Giuseppe Poeta   | 25 | 241 | 565 | 50    | 88    | 46        | 123       | 37.4      | 26        | 69        | 37.7      | 71          | 84          | 84.5        | 7        | 42       | 49       | 0    | 18   | 38    | 26    | 86  | 251 | 0.809 | -14 |
| Mirza Alibegovic | 30 | 235 | 642 | 57    | 59    | 42        | 83        | 50.6      | 39        | 123       | 31.7      | 34          | 48          | 70.8        | 7        | 54       | 61       | 0    | 1    | 39    | 4     | 31  | 154 | 0.848 | -92 |
| Valerio Mazzola  | 27 | 177 | 537 | 89    | 30    | 44        | 81        | 54.3      | 20        | 47        | 42.6      | 29          | 34          | 85.3        | 46       | 79       | 125      | 5    | 7    | 21    | 7     | 17  | 175 | 1.145 | -63 |
| Ryan Hollins     | 7  | 52  | 123 | 17    | 17    | 20        | 30        | 66.7      | 0         | 0         | 0.0       | 12          | 17          | 70.6        | 11       | 22       | 33       | 4    | 22   | 7     | 1     | 5   | 71  | 1.140 | 39  |
| David Okeke      | 18 | 42  | 158 | 18    | 7     | 13        | 20        | 65.0      | 3         | 7         | 42.9      | 7           | 10          | 70.0        | 11       | 15       | 26       | 2    | 2    | 1     | 3     | 3   | 48  | 0.571 | 52  |
| Davide Parente   | 13 | 26  | 88  | 11    | 7     | 0         | 2         | 0.0       | 7         | 21        | 33.3      | 5           | 5           | 100.0       | 0        | 0        | 0        | 0    | 0    | 5     | 2     | 8   | 11  | 0.599 | -46 |
| Gino Cuccarolo   | 5  | 16  | 64  | 13    | 3     | 8         | 12        | 66.7      | 0         | 0         | 0.0       | 0           | 1           | 0.0         | 8        | 7        | 15       | 2    | 0    | 4     | 0     | 4   | 18  | 0.984 | 20  |
| Riccardo Crespi  | 1  | 2   | 1   | 0     | 0     | 1         | 1         | 100.0     | 0         | 0         | 0.0       | 0           | 0           | 0.0         | 0        | 0        | 0        | 0    | 0    | 0     | 0     | 0   | 2   | 2.000 | 2   |
| Donato Vitale    | 4  | 0   | 10  | 2     | 0     | 0         | 0         | 0.0       | 0         | 2         | 0.0       | 0           | 0           | 0.0         | 0        | 0        | 0        | 0    | 0    | 0     | 0     | 0   | -4  | 0.000 | -6  |